# If You Had My Love
If You Had My Love is de debuutsingle van de Amerikaanse zangeres-actrice Jennifer Lopez, die tot dan toe alleen actrice was. Op 4 mei 1999 werd het nummer wereldwijd op single uitgebracht.

## Achtergrond
Het van haar debuutalbum On the 6 afkomstige nummer werd wereldwijd een hit en bereikte in thuisland de VS de nummer 1-positie in de Billboard Hot 100. In Canada werd eveneens de nummer 1-positie behaald, evenals in Australië, Nieuw-Zeeland, Finland, Griekenland, Hongarije en de Eurochart Hot 100. Ook in het Verenigd Koninkrijk werd de nummer 1-positie behaald in de UK Singles Chart.
In Nederland was de single in week 27 van 1999 Alarmschijf op Radio 538 en stond 13 weken genoteerd in de Nederlandse Top 40, waarvan één week op de nummer-1 positie. In de publieke hitlijst; de Mega Top 100 op destijds Radio 3FM werd de 2e positie bereikt, stond twee weken op deze positie en stond negentien weken in de lijst genoteerd.
In België bereikte de single de 3e positie in de Vlaamse Ultratop 50 en de 9e positie in de Vlaamse Radio 2 Top 30. In Wallonië werd géén notering behaald.
Het popnummer was geschreven door Fred Jerkins, Fred Jerkins III, Cory Rooney, LaShawn Daniels en Rodney Jerkins. De laatste heeft het nummer tevens geproduceerd. Het nummer lijkt op een andere track van Jerkins, namelijk If I gave love van Chanté Moore.
In het nummer staat Lopez op het punt een relatie aan te gaan met een man waarin ze geïnteresseerd is. Echter, voordat dit mogelijk is stelt ze twee voorwaarden. De eerste is dat ze vreemdgaan niet tolereert en de tweede dat ze ware liefde wenst te voelen. Ze vraagt zich ook af of zijn liefde oprecht is en of hij tegen haar zou liegen.
In de videoclip is te zien hoe een man op een website inlogt om vervolgens een kamer met daarin Jennifer Lopez te zien te krijgen. Zij danst rustig door een huis gevuld met camera's en kruipt over tafels. Later blijkt dat veel meer mensen Jennifer bekijken, zo is ze ook te zien op televisieschermen in een discotheek. Halverwege wordt het nummer onderbroken door een stukje waarin Lopez snel danst op een salsa-remix van het nummer. Hierna gaat het originele nummer weer verder en raakt de man achter het computerbeeldscherm enigszins opgewonden van de beelden van Jennifer.
De track was in eerste instantie bijna opgenomen door Michael Jackson voor zijn album "Invincible", maar bij een sessie met Jerkins in 1999 liet Jackson weten dat hij vond dat het nummer door een zangeres gezongen moest worden.

## Nummer lijst

#### CD-single
1. If You Had My Love (Pablo Flores Remix)
2. If You Had My Love (Radio Edit)
3. If You Had My Love (Dark Child Remix #1)
4. If You Had My Love (Master Mix)
5. If You Had My Love (Dark Child Remix #2)

#### CD-maxi single en 12" vinylsingle
1. If You Had My Love (Radio Edit)
2. If You Had My Love (Pablo Flores Remix Edit)
3. If You Had My Love (Dark Child Remix Edit)
4. If You Had My Love (Pablo Flores Remix)
5. If You Had My Love (Dark Child Extended)
6. No Me Ames (Tropical Remix) (duet met Marc Anthony)

#### Cassette single
1. If You Had My Love
2. No Me Ames (Tropical Remix) (duet met Marc Anthony)